# Octomeria buchtienii
Octomeria buchtienii är en orkidéart som beskrevs av Rudolf Schlechter. Octomeria buchtienii ingår i släktet Octomeria och familjen orkidéer.
Artens utbredningsområde är Bolivia. Inga underarter finns listade i Catalogue of Life.